# Vinogradets
Vinogradets (Bulgaars: Виноградец) is een dorp in het zuidwesten van Bulgarije. Het dorp is gelegen in de gemeente Septemvri, oblast Pazardzjik. Het dorp ligt hemelsbreed ongeveer 20 km ten noordwesten van de stad Pazardzjik en 79 kilometer ten zuidoosten van Sofia.

## Bevolking
Op 31 december 2020 telde het dorp Vinogradets 1.297 inwoners. Het aantal inwoners vertoont al jaren een dalende trend: in 1946 woonden er nog 3.053 personen in het dorp.
| Bevolkingsontwikkeling tussen 1934 en 2020          |
| --------------------------------------------------- |
|                                                     |
| Bron: Nationaal Statistisch Instituut van Bulgarije |

In het dorp wonen vooral etnische Bulgaren, maar ook een substantiële minderheid van de Roma. In de optionele volkstelling van 2011 identificeerden 1.127 van de 1.437 ondervraagden zichzelf als etnische Bulgaren, oftewel 78,4% van alle ondervraagden. De overige inwoners identificeerden zichzelf vooral als etnische Roma (303 ondervraagden, oftewel 21,1%).
| Etnische samenstelling van de respondenten (2011) | Etnische samenstelling van de respondenten (2011) | Etnische samenstelling van de respondenten (2011) | Etnische samenstelling van de respondenten (2011) | Etnische samenstelling van de respondenten (2011) |
| ------------------------------------------------- | ------------------------------------------------- | ------------------------------------------------- | ------------------------------------------------- | ------------------------------------------------- |
|                                                   |                                                   |                                                   |                                                   |                                                   |
| Bulgaren                                          | Bulgaren                                          |                                                   | 78,4%                                             | 78,4%                                             |
| Turken                                            | Turken                                            |                                                   | 0,0%                                              | 0,0%                                              |
| Roma                                              | Roma                                              |                                                   | 21,1%                                             | 21,1%                                             |
| Anders/Onbekend                                   | Anders/Onbekend                                   |                                                   | 0,5%                                              | 0,5%                                              |